# Лівезіле (Вранча)
Лівезіле (рум. Livezile) — село у повіті Вранча в Румунії. Входить до складу комуни Візантя-Лівезь.
Село розташоване на відстані 178 км на північ від Бухареста, 39 км на північний захід від Фокшан, 145 км на південний захід від Ясс, 109 км на північний захід від Галаца, 101 км на схід від Брашова.

## Населення
За даними перепису населення 2002 року у селі проживала 721 особа, з них 720 осіб (99,9%) румунів. Рідною мовою 720 осіб (99,9%) назвали румунську.